# Oligotrichum crispatissimum
Oligotrichum crispatissimum är en bladmossart som beskrevs av C. Müller 1900. Oligotrichum crispatissimum ingår i släktet Oligotrichum och familjen Polytrichaceae. Inga underarter finns listade i Catalogue of Life.